# Who Dat Girl
Who Dat Girl è un brano musicale del rapper statunitense Flo Rida pubblicato come secondo singolo estratto dal suo terzo album studio Only One Flo (Part 1) l'11 gennaio 2011 negli Stati Uniti. Il brano figura la collaborazione del cantante senegalese Akon ed è stata scritta da Flo Rida, Dr. Luke, Claude Kelly, Benny Blanco, Bruno Mars e Philip Lawrence. Al suo apice il brano ha raggiunto al ventunesima posizione della Billboard Hot 100. Il video musicale del brano è stato diretto da Ray Kay ed è stato trasmesso per la prima volta il 2 dicembre 2010 su MTV. Nel brano Akon fa uso dell'Auto-Tune.

## Tracce
Download digitale
1. Who Dat Girl (feat. Akon) – 3:19
2. Who Dat Girl (feat. Akon) [8 Barz Club Mix] – 4:58
3. Who Dat Girl (feat. Akon) [Deniz Koyu Radio Edit] – 3:01

## Classifiche
| Classifica (2011)                         | Posizione massima |
| ----------------------------------------- | ----------------- |
| Australia (ARIA Charts)                   | 10                |
| Austria (Ö3 Austria Top 40)               | 45                |
| Belgio (Ultratip Flanders)                | 17                |
| Canada (Billboard Canadian Hot 100)       | 16                |
| Regno Unito (Official Singles Chart)      | 64                |
| Stati Uniti d'America (Billboard Hot 100) | 29                |
| Stati Uniti d'America (Pop Songs)         | 23                |